# Лига патриотов

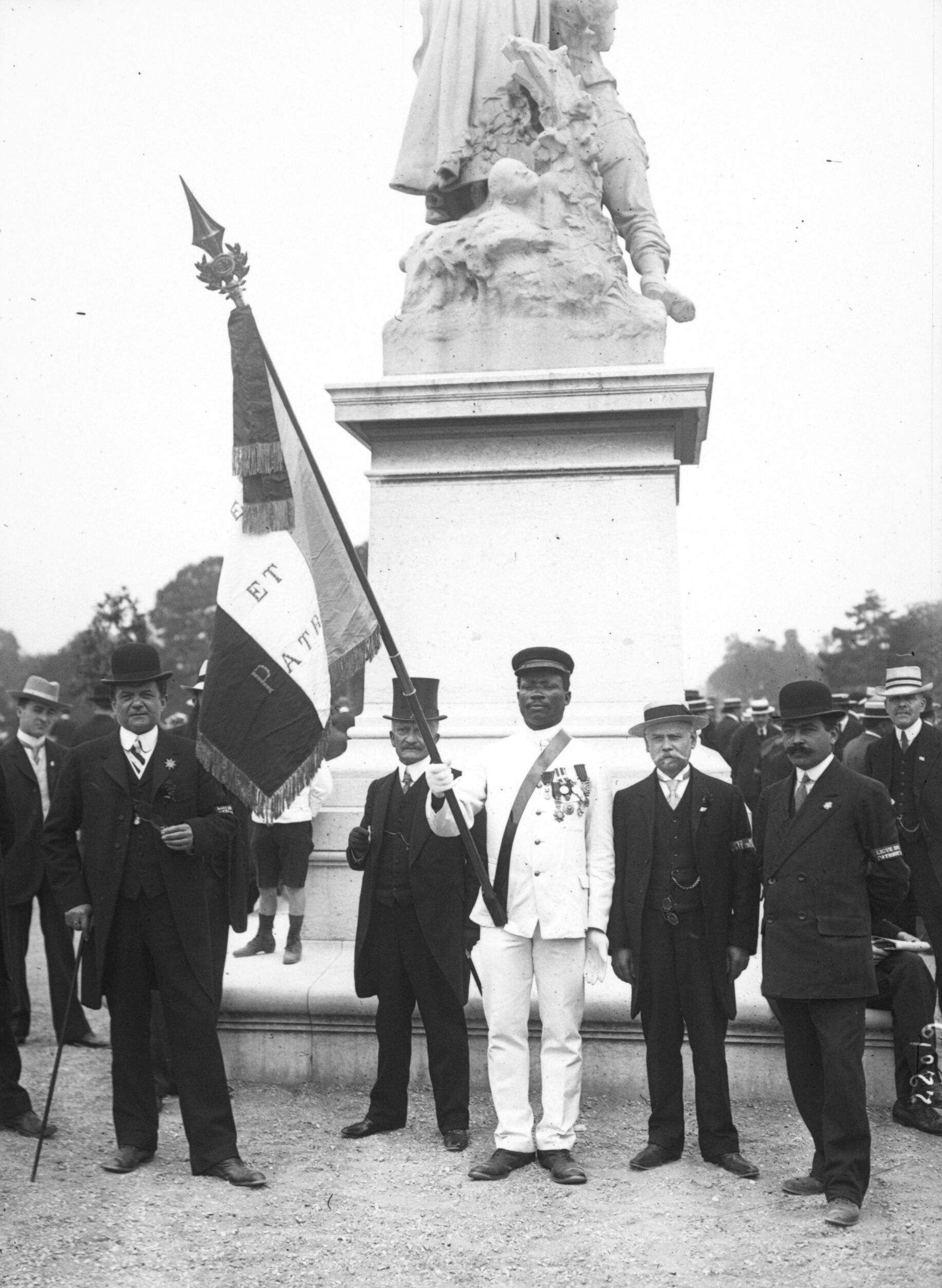
Манифестация Лиги патриотов 14 июля 1912 года.

«Лига патриотов» (фр. la Ligue des patriotes) — самая известная французская ультраправая лига; первая организованная во Франции партия широких масс. Была основана 18 мая 1882 года с одобрения Леона Гамбетты поэтом Полем Деруле́дом и историком Анри́ Марте́ном для пропаганды идеи реванша немцам и возвращения Эльзаса-Лотарингии; ставила целью «развитие физических и моральных сил нации», прежде всего в интересах победоносной войны против Германии.
Состоявшая вначале из умеренных республиканцев (как Виктор Гюго), лига, после множественных расколов и стараниями Деруле́да, стала поддерживать генерала Буланже, подстрекая его к государственному перевороту. В середине 1880-х годов насчитывала свыше 180 тыс. членов. Распущенная в марте 1889 года, лига возродилась в 1897 году на волне милитаризма и патриотизма, вновь завоевала Париж среди антидрейфусаров, но быстро выродилась в противную парламентской республике организацию — ультраправую, антисемитскую и антигерманскую.